# A.F.C. Uckfield Town
 Câu lạc bộ bóng đá Uckfield Town là một câu lạc bộ bóng đá có trụ sở tại Uckfield, East Sussex, Anh. Đội hiện là thành viên của the Southern Combination Premier Division và chơi tại The Oaks.

## Lịch sử
Câu lạc bộ được thành lập vào tháng 7 năm 2014 bởi sự hợp nhất của Uckfield Town và A.F.C. Uckfield; đội đã áp dụng màu đen và đỏ của Uckfield Town cho trang phục sân nhà và màu xanh da trời và xanh nước biển của A.F.C. Uckfield làm trang phục sân khách. Vào thời điểm hợp nhất, Uckfield Town thuộc Division Three của Sussex County League, trong khi A.F.C. Uckfield ở Division Two; câu lạc bộ mới đã lấy vị trí của A.F.C. Uckfield ở Division Two và tiếp tục chơi trên sân Oaks của họ.
Trong mùa giải đầu tiên câu lạc bộ đã về nhì, thăng hạng lên Premier Division của Southern Combination League đã đổi tên.

## Sân vận động
Câu lạc bộ thi đấu các trận sân nhà trên sân The Oaks tại Eastbourne Road.

## Các đội khác
Đội bóng U-23 của câu lạc bộ thi đấu tại Southern Combination League's Under 23 (East) Division. Đội bóng U-18 của câu lạc bộ thi đấu tại Southern Combination U18 (East) Division trong khi các đội thứ Ba, Tư và Cựu binh thi đấu ở Mid-Sussex Football League.

## Nhân viên không thi đấu
- Huấn luyện viên đội một: Graeme Mintrim & Steve Ives
- Trợ lý huấn luyện viên đội một: Dom Crowhurst
- First Team Coach:
- Physio: Sorcha Berriman
- Kit Manager: Graham Sullivan
- Huấn luyện viên đội U-21:
- Huấn luyện viên đội U-18: Richard Astle
- Chủ tịch: Tom Parker
- Phó chủ tịch: Justin Farrow
- Thư kí: Justin Farrow
- Fixtures Secretary: Gary Funnell
- Senior Committee Member: Graham Sullivan
- Senior Committee Member: Adrian Saunders
- Senior Committee Member: Jamie Vale